# جيمس فرانسيس جينتي
جيمس فرانسيس جينتي (بالإنجليزية: James Francis Ginty)‏ هو راقص باليه وممثل أمريكي، ولد في 4 ديسمبر 1980 بلوس أنجلوس في الولايات المتحدة.

## أعمال

### أفلام
- (2002) كا-19 صانعة الأرامل[4]

## وصلات خارجية
- جيمس فرانسيس جينتي على موقع IMDb (الإنجليزية)
- جيمس فرانسيس جينتي على موقع ألو سيني (الفرنسية)
- جيمس فرانسيس جينتي على موقع أول موفي (الإنجليزية)
- جيمس فرانسيس جينتي على موقع قاعدة بيانات الأفلام السويدية (السويدية)
- جيمس فرانسيس جينتي على موقع قاعدة بيانات الفيلم (الإنجليزية)
- جيمس فرانسيس جينتي على موقع كينوبويسك (الروسية)